# Wąchock (gmina)
Wąchock (do 1929 gmina Wielka Wieś) – gmina miejsko-wiejska w województwie świętokrzyskim, w powiecie starachowickim. W latach 1975–1998 gmina położona była w województwie kieleckim.
Siedziba gminy to Wąchock.
Miejscowości wchodzące w skład gminy Wąchock to: Ciecierówka, Wielka Wieś, Parszów, Marcinków, Marcinków Górny, Rataje, Wymysłów i Węglów.
Według danych z 30 czerwca 2004 gminę zamieszkiwało 7065 osób.

## Struktura powierzchni
Według danych z roku 2002 gmina Wąchock ma obszar 81,82 km², w tym:
- użytki rolne: 29%
- użytki leśne: 61%

Gmina stanowi 15,64% powierzchni powiatu.

## Demografia

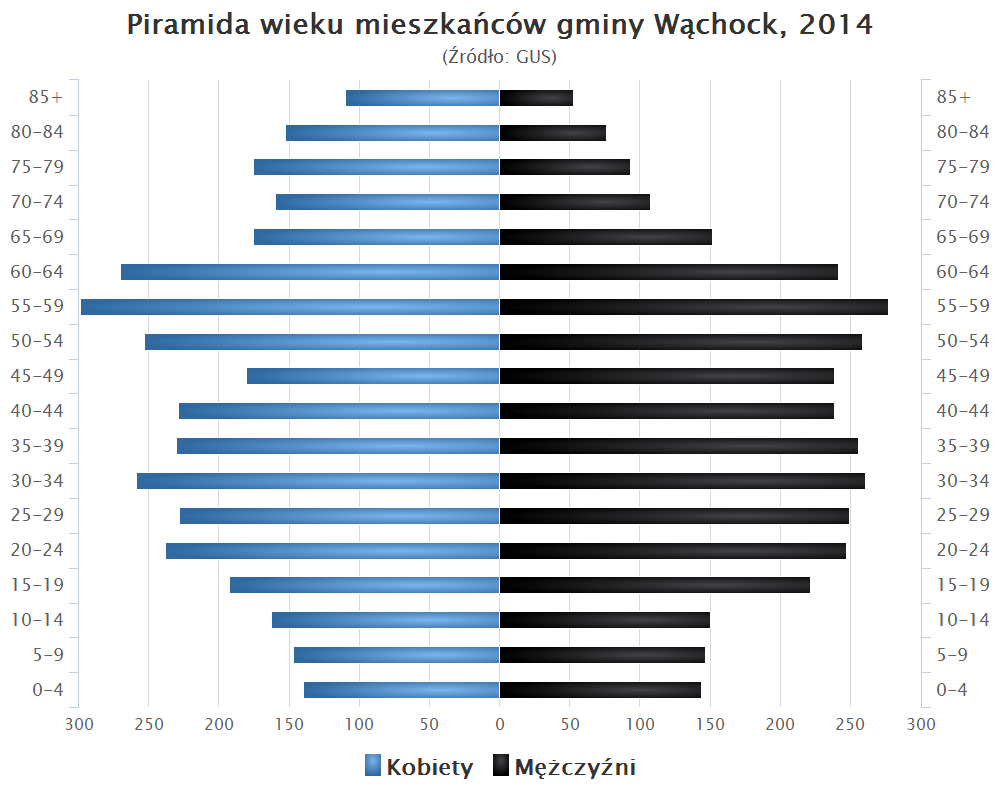
Piramida wieku mieszkańców gminy Wąchock w 2014 roku

Dane z 30 czerwca 2004:
| Opis                              | Ogółem | Ogółem | Kobiety | Kobiety | Mężczyźni | Mężczyźni |
| --------------------------------- | ------ | ------ | ------- | ------- | --------- | --------- |
| jednostka                         | osób   | %      | osób    | %       | osób      | %         |
| populacja                         | 7065   | 100    | 3608    | 51,1    | 3457      | 48,9      |
| gęstość zaludnienia (mieszk./km²) | 86,3   | 86,3   | 44,1    | 44,1    | 42,3      | 42,3      |

## Historia
- 1 stycznia 2001 r. - Majków i Michałów dokonują secesji na rzecz gminy Skarżysko Kościelne w powiecie skarżyskim.

## Drogi
| Nowe/Stare oznaczenie drogi | Rodzaj | Przebieg                                                  |
| --------------------------- | ------ | --------------------------------------------------------- |
| 0563 T (15858)              | Z      | Mirzec – Wąchock (ul. Kolejowa i Radomska)                |
| 0573 T (15870)              | Z      | Majków – Marcinków – Wąchock (ul. św. Rocha – 1565 mb)    |
| 0576 T (15873)              | Z      | Skarżysko-Kamienna – Majków - Parszów                     |
| 0578 T (15875)              | Z      | Suchedniów - Parszów                                      |
| 0581 T (15878)              | Z      | Rataje - Starachowice                                     |
| 0582 T (15879)              | Z      | Wąchock – Siekierno – Leśna (ul. Langiewicza – 977mb)     |
| 0574 T (15871)              | L      | Wielka Wieś przez wieś (243 mb – do Wielkiej Wsi od „42”) |
| 0575 T (15872)              | L      | Parszów – Majków Kolonia                                  |

Legenda

Z – drogi powiatowe zbiorcze

L – drogi powiatowe lokalne 

## Sołectwa
Marcinków, Parszów, Rataje, Węglów, Wielka Wieś
Pozostałe miejscowości podstawowe: Ciecierówka, Marcinków Górny, Wymysłów.

## Sąsiednie gminy
Bodzentyn, Brody, Mirzec, Pawłów, Skarżysko Kościelne, Starachowice, Suchedniów